# Quelques remarques à propos du kitsch
Quelques remarques à propos du kitsch (Einige Bemerkungen zum Problem des Kitsches) est un essai de l'écrivain allemand Hermann Broch, paru en 1955 dans le recueil Création littéraire et connaissance, édité par Hannah Arendt. Il s'agit du texte d'une conférence faite lors de l'hiver 1950-1951, au séminaire germanique de Yale.

## Contenu
Hermann Broch analyse l'apparition du kitsch et ses effets – principalement néfastes pour lui – sur l'art et l'esthétique.